# شارة الحرب للمدمرات
شارة الحرب للمدمرات (بالألمانية: Zerstörerkriegsabzeichen)‏ وسام عسكري ألماني في الحرب العالمية الثانية ومنح للضباط والطاقم للخدمة على مدمرات كريغسمارينه. صدر في 4 يونيو 1940 من قبل الأدميرال إريك رايدر بعد معركة نارفيك. كما مُنح لطواقم زوارق الطوربيدات وسفن الهجوم السريع حتى تأسيس شارة الحرب السريعة. 

## التصميم
تتكون الميدالية، التي صممها بول كارسبيرج (برلين)، من إكليل من خشب البلوط بأوراق البلوط مع الشعار الوطني لنسر يمسك صليب معقوف (كلاهما ذهبي اللون) في قمته. تم ارتداؤها على الجزء السفلي من جيب الصدر الأيسر من سترة الخدمة البحرية، تحت الصليب الحديدي من الدرجة الأولى إذا تم الحصول عليها. بالإضافة إلى ذلك، تم إنتاج نسخة من القماش المطرز. 

## معايير الجائزة
تضمنت المؤهلات المطلوبة قبل 10 أكتوبر 1940 المشاركة في معارك نارفيك. بعد هذا التاريخ: 
- جرح في الخدمة
- خدم على السفينة غرقت في الخدمة
- المشاركة في ثلاث اشتباكات معادية أو على الأقل في 12 طلعة غير معادية
- أداء متميز أو أفعال بطولية أخرى في إجراء واحد